# Ханан, Владимир
Владимир Ханан (наст. имя: Ханан Иосифович Бабинский) — русско-израильский поэт, прозаик, драматург и эссеист.
Владимир Ханан родился 9 мая 1945 года в Ереване. Семь детских лет провел в маленьком волжском городке Углич, потом жил в Ленинграде — Санкт-Петербурге и в городе Пушкин (бывшее Царское Село).
Окончил Ленинградский государственный университет, по образованию историк. Работал слесарем, лаборантом, сторожем, оператором котельной.
В России Ханан являлся представителем так называемого «питерского андеграунда», участвовал во многих сборниках самиздата.
Участник первого состава ЛИТО Александра Кушнера.
В 1996 году переехал в Израиль. Живет в Иерусалиме.

## Книги
- «Однодневный гость» (стихи, Иерусалим, 2001)
- «Аура факта» (проза, Иерусалим, 2002)
- «Неопределённый артикль» (проза, Иерусалим, 2002)
- «Вверх по лестнице, ведущей на подоконник» (проза, Иерусалим – Москва, 2006)
- «Осенние мотивы Столицы и Провинций» (стихи, Иерусалим, 2007)
- «Возвращение» (стихи, Санкт-Петербург, 2010)
- «И возвращается ветер…» (Сборник статей, Иерусалим, 2014)
- Трёхтомник «Избранное» (Иерусалим, 2016)
- «Состояние организма» (стихи, проза, Иерусалим, 2020)
- «На краю» (Короткие рассказы, С Н Ы, верлибры, Иерусалим, 2024),

## Избранные публикации
Печатался в 12 странах: СССР («самиздат» до перестройки), России, США, Англии, Франции, ФРГ, Австрии, Литве, Израиле, Канаде и других. Стихи и рассказы опубликованы в десятках журналов и альманахах; более двухсот публицистических статей опубликованы в периодике Израиля и США.

### Альманахи, антологии, сетевые порталы
- Антология У голубой лагуны (1980-е годы)[2][3]
- Энциклопедический словарь "Литераторы Санкт-Петербурга. XX век"[4]
- Сетевой портал Заметки по еврейской истории (главный редактор - Евгений Беркович)[5]. В рамках портала были публикации в журнале «Семь искусств»[6] и журнал-газете «Мастерская»[7]
- Портал Новая карта русской литературы[8]
- Альманах «Связь времен», США[9]

### Публикации в российских журналах
Сихи, проза и эссе Владимира Ханана на протяжении многих лет публиковались в следующих российских журналах: Волга, Звезда, Интерпоэзия, Зинзивер, Знамя, «Этажи», «45-я параллель».

### Публикации в журналах других стран
Ниже приведены избранные публикации Владимира Ханана в журналах Израиля, США и других стран.
- Иерусалимский журнал, Израиль: рецензия на книгу стихов Павла Лукаша[16]
- Артикль, Израиль: публикации[17]
- 22, Израиль: стихи[18]
- Чайка, США: авторская страница[19]
- Континент, США: эссе[20][21]
- Новый журнал, США[11]
- Литературно-художественный журнал «Гостиная», США: авторская страница[22]
- Новый свет, Канада: эссе[23]
- «5-я волна», Нидерланды: эссе[24]
- Международный еврейский журнал «Мишпоха» Беларусь: стихи[25]

## Участие в фестивалиях
- 2012 год, Санкт-Петербург: Петербургские мосты[26]

- 2018 год, Тарту: «Балтийское кольцо»[27]

- 2021 год, Архангельск: музыкальный фестиваль Arkhangelsk Music Weeks[28]